# Dunkirk (film, 2017)
A Dunkirk 2017-ben bemutatott amerikai-brit-francia-holland háborús film. A filmet Christopher Nolan rendezte saját forgatókönyve alapján, a zenét Hans Zimmer szerezte, a főbb szerepekben Fionn Whitehead, Mark Rylance, Tom Hardy és Kenneth Branagh látható.
Az Amerikai Egyesült Államokban és az Egyesült Királyságban 2017. július 21-én, Magyarországon 2017. július 19-én mutatták be a mozikban.

## Cselekmény
A film valós eseményeket dolgoz fel: 1940-ben a francia Dunkerque városban több százezer brit, francia és belga katonát kerítenek be a német csapatok. Az Egyesült Királyság megmentésük érdekében elindítja a Dinamó hadműveletet, melyben hadihajókkal és civilek által irányított hajókkal indultak el a katonák kimentésére.
Az eseményeket három szemszögből követhetjük: az első a szárazföldön, a város melletti mólónál (leginkább a gyalogos katona Tommy által); a második szál a vízen (a Mr. Dawson vezette civil hajó által); a harmadik szál pedig a levegőben (a Farrier vezette vadászrepülő által) játszódik. Ezek a szálak időrendileg néha máshogy haladnak előre, időnként találkoznak, majd a film végére összefonódnak.

## Szereplők
| Szereplő                       | Színész             | Magyar hang            |
| ------------------------------ | ------------------- | ---------------------- |
| Tommy                          | Fionn Whitehead     | Molnár Áron            |
| Mr. Dawson                     | Mark Rylance        | Seress Zoltán          |
| Farrier                        | Tom Hardy           | Király Attila          |
| Bolton parancsnok              | Kenneth Branagh     | Csankó Zoltán          |
| George                         | Barry Keoghan       | Berkes Bence           |
| Peter                          | Tom Glynn-Carney    | Czető Roland           |
| Collins                        | Jack Lowden         | Fehér Tibor            |
| Winnant százados               | James DArcy         | Gémes Antos            |
| Admirális                      | Matthew Marsh       | Barbinek Péter         |
| Didergő katona                 | Cillian Murphy      | Welker Gábor           |
| Alex                           | Harry Styles        | Jéger Zsombor          |
| Gránátos                       | Lee Armstrong       | Király Dániel          |
| Tengerészzászlós               | Luke Thompson       | Tasnádi Bence          |
| Altiszt                        | Billy Howle         | Szatory Dávid          |
| Ügyes tengerész                | Bobby Lockwood      | Timon Barna            |
| Hadnagy                        | Will Attenborough   | Bőröndi Bence          |
| Nővér                          | Miranda Nolan       | Hábermann Lívia        |
| Katona a mentőcsónakban 1      | Jack Cuttmore-Scott | Seder Gábor            |
| Katona a mentőcsónakban 2      | Brett Lorenzini     | Mészáros András        |
| Gépész                         | Michael Fox         | Kis Horváth Zoltán     |
| Alex katonatársa 1             | Brian Vernel        | Gacsal Ádám            |
| Alex katonatársa 2             | Elliot Tittensor    | Dankó István           |
| Alex katonatársa 3             | Kevin Guthrie       | Pásztor Tibor          |
| Közlegény                      | Harry Richardson    | Sütő András            |
| Holland tengerész              | Jochum ten Haaf     | Horváth-Töreki Gergely |
| Bombázóra figyelmeztető katona | Richard Sanderson   | Ágoston Péter          |
| Stewardess                     | Kim Hartman         | Martin Adél            |
| Vak férfi                      | John Nolan          | Dézsy Szabó Gábor      |
| Fiú                            | Harry Collet        | Berecz Kristóf Uwe     |

## Filmzene
A film hivatalos zenei CD-jét 2017. július 21-én adták ki. A műhöz Hans Zimmer alapul vette Edward Elgar Enigma-variációk című művének 9-es variációját, a Nimrodot.
| Sz. | Cím                     | Szerző                                                         | Hossz |
| --- | ----------------------- | -------------------------------------------------------------- | ----- |
| 1.  | "The Mole"              | Hans Zimmer                                                    | 5:36  |
| 2.  | "We Need Our Army Back" | Hans Zimmer                                                    | 6:28  |
| 3.  | "Shivering Soldier"     | Hans Zimmer                                                    | 2:52  |
| 4.  | "Supermarine"           | Hans Zimmer                                                    | 8:03  |
| 5.  | "The Tide"              | Hans Zimmer                                                    | 3:49  |
| 6.  | "Regimental Brothers"   | Hans Zimmer, Lorne Balfe                                       | 5:04  |
| 7.  | "Impulse"               | Hans Zimmer                                                    | 2:37  |
| 8.  | "Home"                  | Hans Zimmer, Benjamin Wallfisch                                | 6:02  |
| 9.  | "The Oil"               | Hans Zimmer                                                    | 6:11  |
| 10. | "Variaton 15 (Dunkirk)" | Benjamin Wallfisch, Sir Edward Elgar                           | 5:52  |
| 11. | "End Titles"            | Hans Zimmer, Benjamin Wallfisch, Lorne Balfe, Sir Edward Elgar | 7:13  |